# 船戸 (柏市)
船戸（ふなと）は、千葉県柏市の地名。現行行政地名は船戸一丁目から船戸三丁目と大字船戸。郵便番号277-0802。

## 地理
北は野田市上三ケ尾北東は野田市瀬戸、東は大青田、小青田、南東は上利根、新利根、新利根、南は小青田、南西は新十余二、西は大青田、北西は船戸山高野に隣接している。

## 歴史
- 2017年（平成29年）6月30日 - 土地区画整理事業の換地処分に伴い、大字船戸の一部を船戸一丁目から船戸三丁目に変更[4]

## 世帯数と人口
2017年（平成29年）10月31日現在の世帯数と人口は以下の通りである。
| 大字・丁目 | 世帯数    | 人口    |
| ---------- | --------- | ------- |
| 船戸       | 457世帯   | 1,074人 |
| 船戸一丁目 | 293世帯   | 751人   |
| 船戸二丁目 | 191世帯   | 451人   |
| 船戸三丁目 | 113世帯   | 313人   |
| 計         | 1,054世帯 | 2,589人 |

## 小・中学校の学区
市立小・中学校に通う場合、学区は以下の通りとなる。
| 大字・丁目 | 番地 | 小学校             | 中学校           |
| ---------- | ---- | ------------------ | ---------------- |
| 船戸       | 全域 | 柏市立田中北小学校 | 柏市立田中中学校 |
| 船戸一丁目 | 全域 | 柏市立田中北小学校 | 柏市立田中中学校 |
| 船戸二丁目 | 全域 | 柏市立田中北小学校 | 柏市立田中中学校 |
| 船戸三丁目 | 全域 | 柏市立田中北小学校 | 柏市立田中中学校 |

## 施設
- 船戸会館
- 医王寺
- 薬師坊本堂
- 三峯神社
- 天満宮
- 船戸運動広場
- 11号北部緑地

## 交通
- 国道
  - 千葉県道7号我孫子関宿線